# Eichen-Buchenwald bei Haus Düsse
Koordinaten: 51° 38′ 15″ N, 8° 11′ 27″ O
Der Eichen-Buchenwald bei Haus Düsse ist ein 8,71 ha großes Naturschutzgebiet (NSG) nordwestlich von Ostinghausen im Gemeindegebiet von Bad Sassendorf im Kreis Soest in Nordrhein-Westfalen. Das NSG wurde 2003 ausgewiesen (als Verordnung terminiert bis 2023) und Kennung SO-051 Südlich grenzt direkt das Gelände von Haus Düsse an. Das Gebiet wird nach Norden von der Schoneberger Straße (L 808) begrenzt. Westlich befinden sich landwirtschaftliche Nutzflächen.

## Gebietsbeschreibung
Bei dem NSG mit der  handelt es sich um ein am Rande der Ahseaue gelegenes naturnahen strauchreichen Eichen-Buchenwald, unmittelbar nördlich des landwirtschaftlichen Versuchs- und Bildungszentrums Haus Düsse gelegen. Eine Zufahrtstrasse zu Haus Düsse trennt das NSG in etwa zwei gleich große Teile. Im Stieleichenwald stehen in der Baumschicht auch alte Rotbuchen, Eschen und Berg-Ahorne, seltener auch Ulmen, Linden und randlich Hainbuchen. Auch Rosskastanie, Schwarz-Erle und Vogelbeere stocken im Wald. Die starken Bäume haben eine Höhe bis etwa 25 Meter.
Die Strauchschicht erreicht bis 6 Meter Höhe und deckt stellenweise 60–70 % der Fläche. Haselnuss, Schwarzer Holunder und Brombeeren dominieren die Strauchschicht. In der Strauchschicht sind auch Stachelbeere und Zweigriffeliger Weißdorn zu finden. Der Bergahorn weist eine starke Naturverjüngung auf, so dass er stellenweise die Kraut-, wie auch die Strauchschicht dominieren kann. Die Krautschicht des Waldes ist insgesamt artenreich und gut ausgebildet. In gestörten und lichten Waldbereichen kann die Große Brennnessel Dominanzbestände bilden. Im Schutzgebiet befinden sich einige unbefestigte Wege.
Es kommen im Gebiet auch die Pflanzenarten Aronstab, Echte Nelkenwurz, Efeu, Frauenfarn, Gewöhnlicher Wurmfarn, Großes Hexenkraut, Gundermann, Riesen-Schwingel, Ruprechtskraut, Wald-Flattergras und Wald-Ziest vor.
Das Biotopkataster Nordrhein-Westfalen vom Landesamt für Natur, Umwelt und Verbraucherschutz Nordrhein-Westfalen dokumentiert zu Wert: „Das Gebiet hat große Bedeutung als Jagdgebiet für die Wochenstube des Mausohr in Ostinghausen.“

## Schutzzweck
Neben dem Ziel der „Entwicklung eines Laubwaldgebietes mit den für die heimischen Laubwaldgesellschaften typischen Arten“ dient des NSG insbesondere dem Schutz von Großem Mausohr und Wespenbussard.